# 양공여
양공여(영어: Kristy Yang, 1974년 1월 7일 ~ )는 캐나다의 배우이다. 또한 양공여는 상하이시에서 태어났다.

## 출연작
- 봉신연의: 영웅의 귀환 (2016년)
- 여인천하 (2013년)
- 당신은 어디 사람이세요 (2011년)
- 담배는 끊어도 술은 못끊어 (2011년)
- 이소룡전 (2010년)
- 정가유녀희양양 (2007년)
- 밍밍 (2006년)
- 홍문연 (2005년)
- 연애대영가 (2004년)
- 아요결혼 (2003년)
- 비전인생 (2003년)
- 신도협 (2003년)
- 당남인변성여인 (2002년)
- 욕망지성 (2001년)
- 철권 (2001년)
- 발렌타인 데이 (2001년)
- 촉산전 (2001년)
- 희환니 (2000년)
- 협골인심 (2000년)
- 고혹녀 2 (2000년)
- 우정세월 (2000년)
- 극속대소찰선 (2000년)
- 배드 보이즈 (2000년)
- 결전 (2000년)
- 신가법 (1999년)
- 777 너를 사랑한 스파이 (1999년)
- 중화영웅 (1999년) - 재유 역
- 고혹자 정의편 - 홍흥십삼매 (1998년)
- 럭키 가이 (1998년)
- 풍운 (1998년)
- 만다린 2 - 구자웅심 (1997년)
- 퀴어 스토리 (1996년)
- 첨밀밀 (1996년)